# Hans de Wit

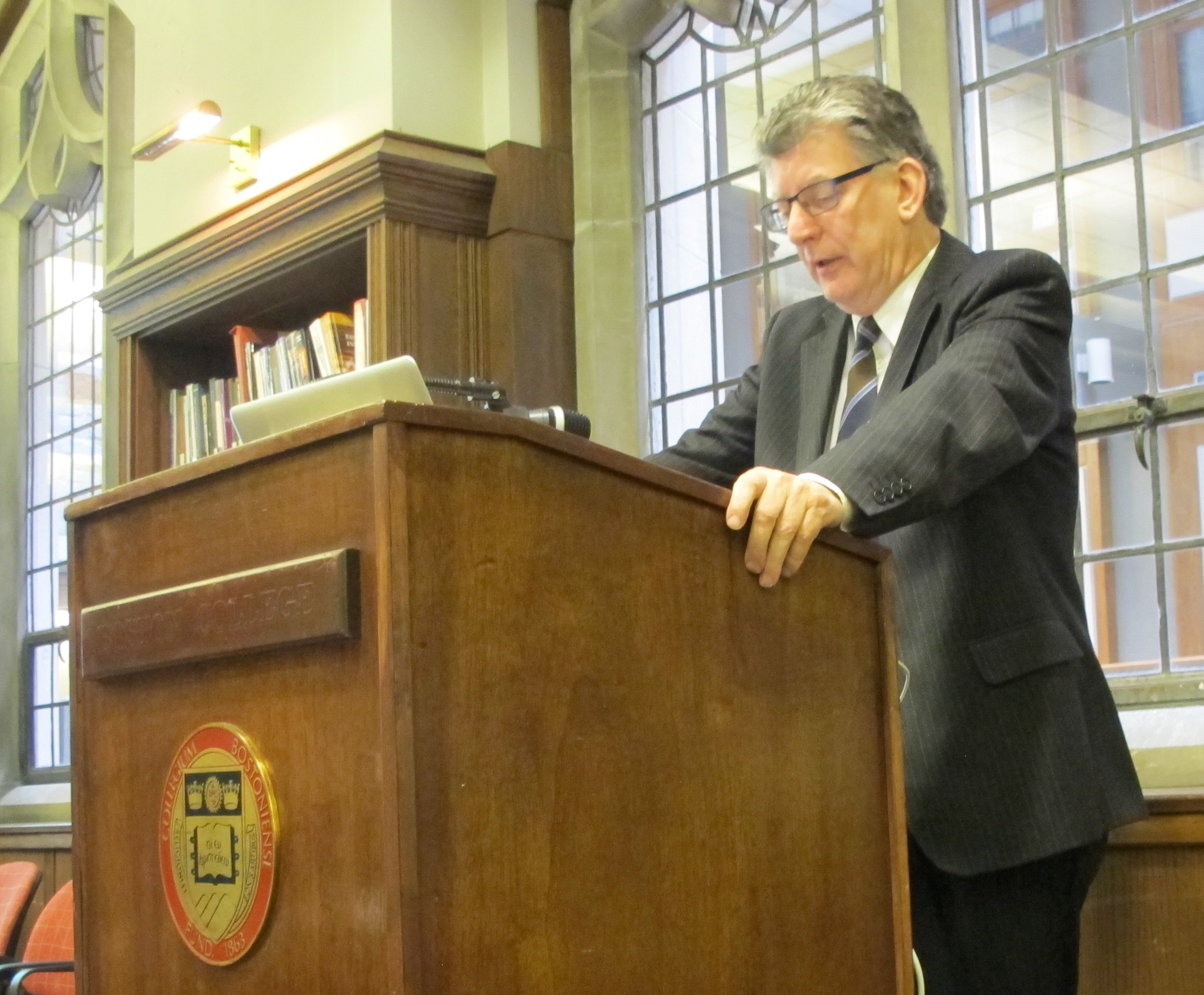
Hans de Wit

Johannes Wilhelmus Maria „Hans“ de Wit (* 1950) ist ein niederländischer Pädagoge und Leiter im Hochschulwesen. Er ist bekannt für seine wissenschaftliche Arbeit auf dem Gebiet der Internationalisierung von Hochschulbildung.

## Werdegang
Er erlangte einen Bachelor, einen Master und einen PhD an der University of Amsterdam.
Von 1986 bis 2005 war er Vize-Präsident am Institut für International Affairs an der University of Amsterdam. Außerdem arbeitete er als Direktor am Institut für International Relations an der Tilburg University (1981–1985) und als Assistenzprofessor für Latin America Studies an der Utrecht University (1979–1981).
2014 war er Sonderberater für die von der Europäischen Kommission in Auftrag gegebene „ERASMUS Impact Study: Effects of Mobility on the skills and Employability of Students and the Internationalization of Higher Education Institutions“. Er war Mitglied des Wissenschaftsausschusses und der Redaktion der zweiten Ausgabe sowie der dritten Ausgabe der Bologna Process Researchers’ Conference in Bukarest vom 24. bis 26. November 2014 und vom 27. bis 29. November 2017. Außerdem war er Berater der Europäischen Kommission in der Vorbereitung ihrer Mitteilung „European Higher Education in the World“ im Jahr 2013.
Hans de Wit ist seit 2015 Direktor des Center for International Higher Education mit Sitz am Boston College, wo er auch als Professor tätig ist. Vorher war er Gründer und Direktor des Centre for Higher Education Internationalisation  an der Università Cattolica del Sacro Cuore in Mailand  und Professor für Internationalization of Higher Education an der Amsterdam University of Applied Science.
Er hat sich gemeinsam mit der Europäischen Kommission, dem Europäischen Parlament, der Weltbank, der International Association of Universities und  Universitäten auf der ganzen Welt zu Fragen der Internationalen Hochschulbildung auseinandergesetzt.

## Redaktionelle Arbeit
De Wit ist Gründungsherausgeber des „Journal of Studies in International Education“, Autor und Herausgeber verschiedener Bücher zu Internationalisierung der Hochschulbildung und Mitglied von Fachredaktionen.
Hans de Wit ist ein Autor und Blogger und gilt als einflussreicher Wissenschaftler auf dem Gebiet der Internationalisierung der Hochschulbildung.

## Sonstige Aktivitäten
De Wit ist Gründungsmitglied und ehemaliger Präsident der European Association for International Education.
Er ist Kuratoriumsmitglied der World Education Services und Mitglied der Internationalisierungsbeiräte der Stenden University of Applied Sciences in den Niederlanden, Universität Göttingen in Deutschland und Cooperative University of Colombia in Medellin.

## Auszeichnungen
Er bekam verschiedene Auszeichnungen für seinen Beitrag auf dem Gebiet der internationalen Bildung: EAIE (1999 und 2008), NAFSA (2002), CIEE (2004 und 2006), University of Amsterdam (2006), AIEA (2006 und 2013) und AMPEI (2014).